# La Presa A.L.R.
Koordinaten: 32° 30′ N, 116° 52′ W
La Presa A.L.R. ist eine Delegación des Municipio Tijuana im mexikanischen Bundesstaat Baja California. Sie ist nach dem Abelardo-L.-Rodríguez-Staudamm (spanisch presa) benannt, der aber nicht auf ihrem Gebiet liegt. Die Delegación sollte nicht mit Colonias nordwestlich des Dammes verwechselt werden, die ‚La Presa‘ in ihrem Namen enthalten.
La Presa umfasst das Industriegebiet El Florido und einige Colonias, die El Florido in ihrem Namen tragen. La Presa grenzt im Norden an  Otay Centenario, im Westen an Cerro Colorado und im Süden und Osten an die Delegación La Presa Este.